# 李政 (1970年)
李政（1970年5月—），男，汉族，湖北松滋人，中华人民共和国政治人物。1995年加入中国共产党，1992年8月参加工作，研究生学历，工学硕士。曾任上海市人民政府副市长，现任中共上海市委常委、浦东新区区委书记。

## 生平
曾任同济大学热能工程系助教，后担任卢湾区基层干部，直至卢湾区与黄浦区合併。2011年11月，任上海市嘉定区副区长、党组成员。2014年7月，任上海市民政局副局长、党组成员，上海市社会团体管理局局长。2016年11月，任中共上海市崇明区委副书记。2017年5月，升任中共上海市崇明区委副书记、上海市崇明区人民政府代区长，同年7月当选为区长。2019年12月，任中共上海市崇明区委书记。2022年6月，调任中共上海市奉贤区委书记。
2023年1月，升任上海市人民政府副市长。同年7月，任中共上海市委常委、秘书长，並且不再擔任上海市人民政府副市长。
2025年1月7日起，兼任上海市浦东新区区委书记。